# 利文斯顿 (加利福尼亚州)
利文斯顿（英語：Livingston），是美国加利福尼亚州默塞德县下属的一座城市。建市于1922年9月11日，面积大约为3.72平方英里（9.6平方公里）。根据2010年美国人口普查，该市有人口13,058人。